# 段龕
段 龕（だん がん、? - 357年）は、鮮卑段部の大人。段蘭の子。

## 生涯
父の段蘭は段部大人であり、後趙に従属しながらも令支に勢力を保っていた。父が亡くなると、段龕が位を継いだ。
永和6年（350年）1月、後趙の武徳王李閔（後の冉閔）の専横により国が乱れると、これに反旗を翻す者が相次いだ。この混乱に乗じ、段龕は衆を率いて陳留に移り、これを拠点とした。6月、部落を率いて南へ向かった。7月、段龕は東へ転進して広固に割拠し、斉王を自称した。
永和7年（351年）1月、段龕は建康に使者を派遣し、青州をもって東晋に帰順する事を請うた。2月、東晋朝廷により、段龕は鎮北将軍に任じられ、斉公に封じられた。
永和10年（354年）7月、前燕の青州刺史朱禿は楽陵郡太守の慕容鉤を襲撃して殺害し、南へ奔って段龕に帰順した。
永和11年（355年）10月、段龕は前燕君主の慕容儁に書簡を送り、皇帝に即位したことを強く非難したため、慕容儁の怒りを買った。11月、慕容儁は撫軍将軍慕容恪に段龕討伐を命じ、陽騖・慕容塵を随行させた。12月、慕容恪は軍を分けて軽騎兵のみを先に黄河北岸に到達させ、段龕の動きを見ながら慎重に渡河を行った。段龕の弟の段羆は驍勇にして智謀を有しており、段龕へ「慕容恪は用兵に巧みであり、加えて兵の士気は盛んです。もし河を渡らせて城下に至らせてしまえば、恐れて降伏しようとも手遅れでしょう。願わくば、兄は城を固守し、この羆が精鋭を率いて河に出向いて敵を拒みます。幸いにも勝利出来ましたならば、兄は大軍を率いて後続していただくことで、必ずや大功を挙げられるでしょう。もし勝てなくとも、速やかに降伏する事で千戸侯を失わずに済みましょう」と主張したが、段龕は容れなかった。段羆は頑なまでに求めたため、段龕は怒って段羆を斬り殺した。
永和12年（356年）1月、慕容恪が河を渡ると、まだ広固から百里余りの所であったが、段龕は兵3万を率いて迎え撃った。両軍は淄水で激突したが、段龕は大敗を喫して弟の段欽が捕らえられ、右長史袁範・辟閭蔚らが討ち取られ、数千の兵が捕虜となった。段龕は広固に逃げ戻ると、慕容恪はそのまま軍を進め、広固を包囲した。
2月、慕容恪は建屋を築いて耕作すると共に、包囲をより強固にして長期戦の構えを取った。また、段龕の治める諸城に降伏を促し、段龕配下の徐州刺史王騰・索頭部の単于薛雲らを帰順させた。
8月、段龕は東晋に救援を要請すると、穆帝はこれに応じて北中郎将・徐州刺史荀羨を救援に派遣したが、荀羨は前燕軍の強勢に恐れをなし、琅邪に至った所で進軍を止めた。
10月、慕容恪が糧道を断ったので、広固城内では飢餓により共食いが発生する有様であった。追い詰められた段龕は城から打って出たが、慕容恪は囲里においてこれを破った。段龕は退却を図ったが、慕容恪は予め兵を分けて諸々の門に配しており、散々に打ち破った。段龕自身はかろうじて単騎で城内に逃げ戻ったが、取り残された兵は全滅した。これにより城中の士気は激減した。
11月、段龕は遂に降伏を決断し、面縛して出頭すると、朱禿を薊に送った。慕容儁は朱禿を五刑に処し、段龕を許して伏順将軍に任じ、斉の地に住まう鮮卑や羯族3千戸余りを薊に移住させた。
升平元年（357年）6月、段龕は目を潰された後に殺され、その配下3千人余りは生き埋めとなった。これにより、段部は滅亡した。

## 参考資料
- 『魏書』（列伝第九十一）
- 『晋書』（慕容儁載記）
- 『資治通鑑』（巻第九十八、巻九十九、巻百）